# Eucynortoides parvulus
Eucynortoides parvulus is een hooiwagen uit de familie Cosmetidae.